# Herb Bogatyni
Herb Bogatyni – jeden z symboli miasta Bogatynia i gminy Bogatynia w postaci herbu.

## Historia
Przed rokiem 1945, w czasie przynależności Bogatyni do państwa niemieckiego, była ona wsią. Ponieważ dawne gminy wiejskie „worka turoszowskiego” nie posługiwały się żadnym znakiem identyfikacyjnym (wyjątek stanowiły Markocice), również i Bogatynia nie posiadała herbu. Status miasta Bogatynia uzyskała po II wojnie światowej. W maju 1969 Miejska Rada Narodowa ogłosiła konkurs na herb miasta. 10 września 1969 wybrano jeden spośród trzynastu projektów co było równoznaczne z oficjalnym nadaniem miastu herbu.

## Wygląd i symbolika
Prawa strona heraldyczna herbu zawiera wyobrażenie białego orła piastowskiego na czerwonym tle, symbolizującego przynależność Bogatyni do Polski. Lewa strona została przedzielona na pół. Górna część przedstawia rozpędzonego rycerza Rychłę (Rychnę) - legendarnego założyciela miasta - na białym koniu, z tarczą i sztandarem. Część dolną zajmuje siedem czarno-zielonych słupów. Czerń symbolizuje pokłady węgla, i wskazuje na górniczy charakter gminy, zieleń to użytki rolne okalające kopalnię. Skrzyżowane złote młoty na tle tych słupów stanowią wyobrażenie trudu energetyków.